# Sandkirche Schlitz

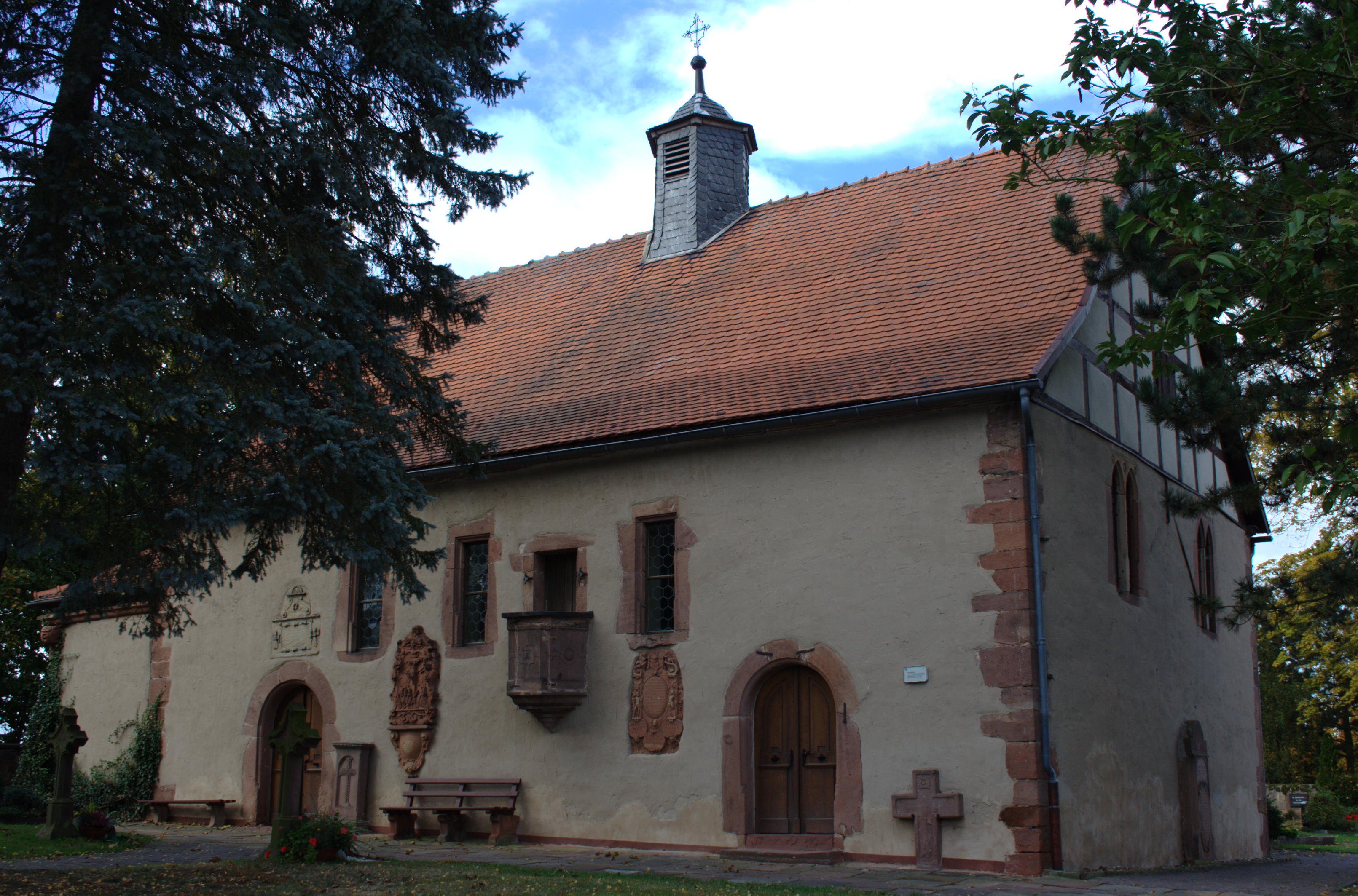
Sandkirche in Schlitz

Die Sandkirche ist eine Friedhofskirche in Schlitz, einer Stadt im Vogelsbergkreis in Osthessen. Die 1612 auf dem Sandberg erbaute Sandkirche ist die älteste Querkirche Hessens. Die Sandkirche steht als Kulturdenkmal unter Denkmalschutz.

## Geschichte
An der Steller der heutigen Kirche bestand bereits vor 1565 ein Kirchengebäude. Der Friedhof Schlitz wurde spätestens 1591 angelegt, 1855 neu strukturiert und 1878 sowie 1907 erweitert. Die Friedhofskapelle wurde 1612 erbaut. An der linken Giebelseite wurde im 17. Jahrhundert ein Gruftanbau ergänzt. Dieser wurde 1705 für den Amtmann Mercklein und ab 1775 von der Familie Schilling genutzt.

## Baubeschreibung
Die Sandkirche ist ein Bau auf rechteckigem Grundriss mit unregelmäßigen Eckquaderungen. Die Längs- und Ansichtsseite wird durch zwei rundbogige Portale geprägt. Über dem linken Portal ist eine Tafel mit Baujahr und den Namen der für den Bau Verantwortlichen angebracht. Zwischen den Portalen befinden sich drei hohe rechteckige Fenster. In der rechten Schmalseite finden sich zwei gekuppelte Spitzbogenfenster.
Im Anbau ist eine Gedenkstätte für die Kriegstoten der Weltkriege eingerichtet.
Im Inneren befindet sich an der West-, Nord- und Ostwand eine Empore. Gegenüber auf der Südseite befindet sich der Altar über der die an die Wand gemauerte Kanzel.
Zur Ausstattung gehört ein Holzkruzifix aus dem 15. Jahrhundert. Ein barockes Epitaph im Inneren für Joahnnes Heil (vor 1740) wird von zwei Säulen flankiert.

## Epitaphe in den Außenmauern
Fünf Epitaphe sind in die Außenmauern eingelassen:
| Jahr      | Beschreibung | Bild |
| --------- | --- | --- |
| 1625      | Barockes Epitaph für den früh verstorbene Sohn des görtzischen Beamten Johann Georg Sulzer und dessen Ehefrau Anna Katharina | |
| 1627      | Barockes Epitaph für den Verwalter der Hinterburg Gustav Schmidt                                                             | |
| 1758/1811 | Grabdenkmal für den Leutnant in der Hallenburg Heinrich Groscurt (1758) und dessen Schwiegersohn Andreas Bloch († 1811)      | |
| 1853      | Grabdenkmal für den Oberlehrer Reinhard Niepoth                                                                              | Bild gesucht Die Wikipedia wünscht sich an dieser Stelle ein Bild vom Ort mit diesen Koordinaten 50.68008 9.5558 . Motiv: Grabdenkmal für den Oberlehrer Reinhard Niepoth Falls du dabei helfen möchtest, erklärt die Anleitung , wie das geht. BW |
| 1870      | Grabdenkmal für Heinrich Jumel, der in der Schlacht bei Gravelotte verwundet wurde, zurückkehrte und hier starb              | Bild gesucht Die Wikipedia wünscht sich an dieser Stelle ein Bild vom Ort mit diesen Koordinaten 50.68011 9.55587 . Motiv: Grabdenkmal für Heinrich Jumel Falls du dabei helfen möchtest, erklärt die Anleitung , wie das geht. BW                 |